# Georges Frêche
Georges Frêche (Puèglaurenç, 1938 - Montpeller, 24 d'octubre de 2010) fou un polític francès, batlle de Montpeller del 1977 al 2004 i president del Consell Regional del Llenguadoc-Rosselló des del 2004 fins al dia de la seva mort. També havia estat diputat a l'Assemblea Nacional pel departament de l'Erau als períodes 1973-1978, 1981-1993 i 1997-2002.
Estava a les files del Partit Socialista francès fins a l'any 2007, quan en va ser expulsat arran de certes declaracions polèmiques. El 14 de març de 2010 es presentà per a renovar el càrrec al davant del consell regional com a cap de llista d'una coalició feta per a altres dissidents del Partit Socialista francès, juntament amb independents d'esquerres, el Partit Radical d'Esquerra (PRG) i el Moviment Republicà i Ciutadà (MRC).
Com a president del Consell Regional, va suprimir l'antic escut de la regió, que estava compost de la creu occitana i les quatre barres catalanes, i menyspreà sovint el català i l'occità, tractant-los de patois.

Referint-se, concretament, als catalans, el professor G. Frêche va fer unes greus declaracions a Montpeller, davant els estudiants en les que deia el següent:
| «                                                | Là, les catalans me font chier, mais je leur tape dessus parce qu'ils m'emmerdent, mais dans deux ans, je vais me mettre à les aimer, je vais y revenir, je vais leur dire, mon Dieu, je me suis trompé, je vous demande pardon, ils diront : qu'il est intelligent, ils me pardonneront, ils en reprendront pour 6 ans. C'est un jeu, qu'est ce que vous voulez il faut bien en rire. Avant je faisais ça sérieusement, maintenant j'ai tellement l'habitude de la manœuvre que ça me fait marrer. | » |
| — (extracte d'una gravació amb un telèfon mòbil) | |   |

A banda de la seva carrera política, Frêche era especialista en Dret romà i va exercir de professor d'Història del Dret romà a la Universitat de Montpeller 1.
Morí el 2010 a Montpeller, d'un atac de cor, a l'edat de 72 anys. Al sepeli van assistir, entre d'altres, Josep Montilla Aguilera i el representant a França del govern de la Generalitat, Apel·les Carod-Rovira.